# Liste der Botschafter der Vereinigten Staaten in Albanien
Die Liste der Botschafter der Vereinigten Staaten in Albanien enthält sämtliche Leiter der US-amerikanischen Vertretung in Tirana seit der Aufnahme diplomatischer Beziehungen im Jahre 1922 bis heute. Die Botschaft befindet sich in der Rruga Elbasanit 103 (Elbasan-Straße) in Tirana.
| Ernannt       | Akkreditiert  | Name                   | Bemerkungen | ernannt von           | akkreditiert bei | Posten verlassen |
| ------------- | ------------- | ---------------------- | --- | --------------------- | ---------------- | ---------------- |
| 22. Sep. 1922 | 4. Dez. 1922  | Ulysses Grant-Smith    | | Warren G. Harding     | Regentschaftsrat | 8. Feb. 1925     |
| 27. Mai 1925  | 1. Aug. 1925  | Charles Calmer Hart    | 1928 hatte das albanische Parlament die Staatsform zur Monarchie geändert; Charles C. Hart erhielt ein Akkreditierungsschreiben für Ahmet Zogu, das er am 13. Dezember 1928 überreichte. | Calvin Coolidge       | Ahmet Zogu       | 12. Dez. 1929    |
| 17. Feb. 1930 | 28. Apr. 1930 | Herman Bernstein       | | Herbert Hoover        | Ahmet Zogu       | 24. Sep. 1933    |
| 26. Aug. 1933 | 28. Nov. 1933 | Post Wheeler           | | Franklin D. Roosevelt | Ahmet Zogu       | 1. Nov. 1934     |
| 9. Aug. 1935  | 8. Nov. 1935  | Hugh Gladney Grant     | Nach der Besetzung Albaniens durch italienische Streitkräfte am 8. April 1939 wurde die US-Botschaft am 16. September 1939 geschlossen.                                                  | Franklin D. Roosevelt | Ahmet Zogu       | 27. Sep. 1939    |
| 1. Okt. 1991  |               | Christopher R. Hill    | Geschäftsträger ad interim; am 15. März 1991 wurden diplomatische Beziehungen mit Albanien aufgenommen                                                                                   | George Bush           | Ramiz Alia       |                  |
| 2. Dez. 1991  | 21. Dez. 1991 | William Edwin Ryerson  | | George Bush           | Ramiz Alia       | 13. Okt. 1994    |
| 5. Juli 1994  | 17. Okt. 1994 | Joseph Edward Lake     | | Bill Clinton          | Sali Berisha     | 15. März 1996    |
| 2. Juli 1996  | 4. Sep. 1996  | Marisa Lino            | | Bill Clinton          | Sali Berisha     | 20. Mai 1999     |
| 7. Juli 1999  | 8. Sep. 1999  | Joseph Limprecht       | († 19. Mai 2002 in Lura, Albanien) | Bill Clinton          | Rexhep Meidani   | 19. Mai 2002     |
| 3. Okt. 2002  | 22. Okt. 2002 | James Franklin Jeffrey | | George W. Bush        | Alfred Moisiu    | 2. Mai 2004      |
| 18. Okt. 2004 | 30. Okt. 2004 | Marcie Berman Ries     | | George W. Bush        | Alfred Moisiu    | 16. Juni 2007    |
| 28. Juni 2007 | 29. Aug. 2007 | John L. Withers        | | George W. Bush        | Bamir Topi       | 10. Nov. 2010    |
| 1. Juli 2010  | 10. Nov. 2010 | Alexander Arvizu       | [ 4 ] | Barack Obama          | Bamir Topi       | 11. Jan. 2015    |
| 16. Dez. 2014 | 13. Jan. 2015 | Donald Lu              | [ 5 ] [ 6 ] | Barack Obama          | Bujar Nishani    | Sep. 2018        |
| 21. Nov. 2019 | 27. Jan. 2020 | Yuri Kim               | Erste Korea-Amerikanerin und erste Bewohnerin von Guam als amerikanische Botschafterin                                                                                                   | Donald Trump          | Ilir Meta        | 25. Juni 2023    |
| 26. Juni 2023 |               | Damian Smith           | Chargés d'Affaires | Joe Biden             | Bajram Begaj     | 1. Aug. 2023     |
| 1. Aug. 2023  |               | H. Martin McDowell     | Chargés d'Affaires | Joe Biden             | Bajram Begaj     | 18. Aug. 2023    |
| 18. Aug. 2023 |               | David Wisner           | Chargés d'Affaires | Joe Biden             | Bajram Begaj     | 5. Aug. 2024     |
| 5. Aug. 2024  |               | Nancy Vanhorn          | Chargés d'Affaires | Joe Biden             | Bajram Begaj     |                  |